# Empoasca camara
Empoasca camara är en insektsart som beskrevs av Davidson och Delong 1942. Empoasca camara ingår i släktet Empoasca och familjen dvärgstritar. Inga underarter finns listade i Catalogue of Life.